# Newskoje (Kaliningrad, Bagrationowsk)
Newskoje (russisch Невское, deutsch Groß Lauth und Fabiansfelde) ist der gemeinsame Name zweier ursprünglich eigenständiger Orte in der russischen Oblast Kaliningrad (Gebiet Königsberg (Preußen)), die zur Gwardeiskoje selskoje posselenije (Landgemeinde Gwardeiskoje (Mühlhausen)) im Rajon Bagrationowsk (Kreis Preußisch Eylau) gehören.

## Geographische Lage
Der ehedem Groß Lauth genannte Teil von Newskoje liegt am Nordufer des Frisching (russisch: Prochladnaja), 23 Kilometer südöstlich von Kaliningrad (Königsberg) und 16 Kilometer nördlich von Bagrationowsk (Preußisch Eylau) an der russischen Regionalstraße 27A-017 (ex A 195, ehemalige deutsche Reichsstraße 128). Von hier zweigt eine Nebenstraße in südwestliche Richtung ab, die über Moskowskoje (Schrombehnen) nach Krasnosnamenskoje (Dollstädt) führt. – Der einst Fabiansfelde genannte Teil liegt 1 Kilometer weiter südlich am Südufer des Frisching.
Die nächste Bahnstation ist Strelnja-Nowaja (bis 1945 hieß die Station Schrombehnen) an der früheren Ostpreußischen Südbahn, jetzt nur noch im Streckenabschnitt von Kaliningrad nach Bagrationowsk.

## Geschichte

### Newskoje/Groß Lauth (bis 1945)
Das ehemals Groß Lauth (1379 noch Lavtin) genannte Gutsdorf war zwischen 1874 und 1930 namensgebender Ort des neu errichteten Amtsbezirks Groß Lauth. Er gehörte zum Landkreis Preußisch Eylau im Regierungsbezirk Königsberg der preußischen Provinz Ostpreußen. Im Jahre 1910 lebten in Groß Lauth 192 Einwohner.
Am 30. September 1928 wurde der Gutsbezirk Groß Lauth in die Landgemeinde Lawdt eingegliedert und am 1. Juni 1934 die Landgemeinde Lawdt in „Groß Lauth“ umbenannt. Zählte Lawdt im Jahre 1933 noch 398 Einwohner, so waren 1939 in dem neu benannten Groß Lauth bereits 614 Einwohner registriert. Von 1930 Bis 1945 gehörte Groß Lauth zum Amtsbezirk Schrombehnen (russisch: Moskowskoje).

#### Amtsbezirk Groß Lauth (1874–1930)
Am 7. Mai 1874 wurde der Amtsbezirk Groß Lauth im Landkreis Preußisch Eylau errichtet. Anfangs waren fünf Landgemeinden und drei Gutsbezirke eingegliedert:
| Name (bis 1946) | Name (ab 1946) | Bemerkungen                                      |
| --------------- | -------------- | ------------------------------------------------ |
| Landgemeinden:  |                |                                                  |
| Lawdt           | Newskoje       | 1934 in „Groß Lauth“ umbenannt                   |
| Lewitten        | Soldatskoje    |                                                  |
| Moddien         | Nekrassowo     | 1928 in die Landgemeinde Wöterkeim eingegliedert |
| Vierzighuben    | Tambowskoje    | 1930 in den Amtsbezirk Knauten umgegliedert      |
| Wöterkeim       | Nekrassowo     |                                                  |
| Gutsbezirke:    |                |                                                  |
| Fabiansfelde    | Newskoje       | 1928 in die Landgemeinde Wöterkeim eingegliedert |
| Groß Lauth      | Newskoje       | 1928 in die Landgemeinde Lawdt eingegliedert     |
| Schultitten     | Strelnja       | 1928 in eine Landgemeinde umgewandelt            |

Im Jahre 1930 wurde die Landgemeinde Schrombehnen (russisch: Moskowskoje), bisher ein eigener Amtsbezirk, in den Amtsbezirk Groß Lauth eingegliedert. Der Amtsbezirk Groß Lauth wurde wenig später aufgelöst und in den Amtsbezirk Schrombehnen eingegliedert.

### Newskoje/Fabiansfelde (bis 1945)
Der kleine Gutsort Fabiansfelde zählte im Jahre 1910 90 Einwohner. Das Dorf war bis 1945 in den Amtsbezirk Groß Lauth (ab 1930 Amtsbezirk Schrombehnen) eingegliedert, bis es seine Eigenständigkeit verlor und sich mit den Landgemeinden Moddien und Wöterkeim (beide russisch: Nekrassowo) zur neuen Landgemeinde Wöterkeim zusammenschloss.

### Newskoje (ab 1945)
In der Folge des Zweiten Weltkrieges kamen Groß Lauth und Fabiansfelde mit dem Gebiet des nördlichen Ostpreußens zur Sowjetunion. Beide Orte erhielten 1946 den gemeinsamen Namen „Newskoje“. Bis zum Jahre 2009 waren beide Ortsteile in den Gwardeiski sowjet (Dorfsowjet Gwardeiskoje (Mühlhausen)) eingegliedert. Seither ist Newskoje aufgrund einer Struktur- und Verwaltungsreform eine als „Siedlung“ (russisch: possjolok) eingestufte Ortschaft innerhalb der Gwardeiskoje selskoje posselenije (Landgemeinde Gwardeiskoje) im Rajon Bagrationowsk.

## Kirche
Lawdt bzw. Groß Lauth und Fabiansfelde waren aufgrund ihrer mehrheitlich evangelischen Bevölkerung vor 1945 in das Kirchspiel Jesau (heute russisch: Juschny) eingepfarrt. Es gehörte zum Kirchenkreis Preußisch Eylau (heute russisch: Bagrationowsk) innerhalb der Kirchenprovinz Ostpreußen der Kirche der Altpreußischen Union.
Heute liegt Newskoje im Einzugsbereich der neu entstandenen evangelischen Dorfkirchengemeinde in Gwardeiskoje (Mühlhausen). Sie ist eine Filialgemeinde der Auferstehungskirche in Kaliningrad (Königsberg) innerhalb der Propstei Kaliningrad der Evangelisch-lutherischen Kirche Europäisches Russland (ELKER).

## Persönlichkeiten des Ortes

### Söhne und Töchter des Ortes
- Hermann Theodor Hoffmann (* 20. Oktober 1836 in Groß Lauth; † 1902), Oberbürgermeister der Stadt Königsberg

### Mit dem Ort verbunden
- Wilhelm von Ditfurth (1780–1855), königlich preußischer General der Infanterie, heiratete 1810 die aus Groß Lauth stammende Florentine von Brederlow (1789–1870)
- Colmar von der Goltz (1843–1916), preußischer Generalfeldmarschall, Militärhistoriker und -schriftsteller, wuchs in Fabiansfelde auf
- William von Simpson (1881–1945), deutscher Schriftsteller, kaufte nach seinem Militärdienst das Gut Groß Lauth